# Recuerdos II
Recuerdos II  es el vigésimo álbum de estudio del cantautor mexicano Juan Gabriel,  lanzado al mercado por Sony Music México el 11 de julio de 1984. Con este álbum, ha logrado en mantenerse en el primer lugar de popularidad en por espacio de tan solo 18 meses en México y latinoamericana. El álbum vuelve a ser realizado por el cantautor, con arreglos de Chuck Anderson que ya en el retiro, acepta volver a trabajar en la música
Un disco entre la balada romántica, el rockabilly, el country pop, y un tema casi instrumental (Bailando) que se usó en los promocionales del Mundial de Fútbol de 1986, realizado en México.
Con más de 20 millones de copias vendidas, es el álbum más vendido de todos los tiempos en México. Fue nominado a un Premio Grammy a la Mejor Interpretación Mexicana/Mexico-Americano en la edición de 1985, perdiendo contra "Me gustas tal como eres" de Luis Miguel y Sheena Easton.

## Lista de canciones[2]
| N.º | Título                                | Escritor(es) | Duración |  |
| 1.  | «Juárez es el #1»                     | Juan Gabriel | 3:25     |  |
| 2.  | «Meche»                               | Juan Gabriel | 3:56     |  |
| 3.  | «El Noa Noa II»                       | Juan Gabriel | 5:09     |  |
| 4.  | «Eternamente Agradecido»              | Juan Gabriel | 3:39     |  |
| 5.  | «Qué No Diera Yo»                     | Juan Gabriel | 4:41     |  |
| 6.  | «Recuerdos»                           | Juan Gabriel | 3:59     |  |
| 7.  | «Querida»                             | Juan Gabriel | 5:28     |  |
| 8.  | «Bailando»                            | Juan Gabriel | 4:00     |  |
| 9.  | «Bésame»                              | Juan Gabriel | 4:08     |  |
| 10. | «Tus Ojos Mexicanos Lindos»           | Juan Gabriel | 4:58     |  |
| 11. | «24 de diciembre (Bonus Track)»       | Juan Gabriel | 3:30     |  |
| 12. | «María De La Esperanza (Bonus Track)» | Juan Gabriel | 3:25     |  |